# 大場川 (静岡県)
大場川（だいばがわ）は、静岡県東部の主に三島市内を流れる河川。狩野川水系の一級河川である。流路延長17.65km。
旧伊豆国の一宮である三島大社周辺では神の川を意味する「かん川」とも呼ぶことがある。上流部の三島市と裾野市の境界付近では境川と呼ばれる。また谷田川とも呼ばれることもある。
裾野市内や三島市境界部の箱根西麓に源を発し、三島市を北から南へ流れ、田方郡函南町と三島市および沼津市の境界で狩野川に合流する。この狩野川河口へ遠回りするような流れは、富士山の三島溶岩流でできた高台があるためであり、この高台の逆側を流れるのが同じく狩野川水系の黄瀬川である。

## 出来事
- 1990年9月の秋雨前線豪雨による大場川水害では、全壊1棟、半壊1棟、床上浸水102棟の被害があった[3]。大学生が住むアパートが流されるショッキングな瞬間映像が全国に報道されたため、数週間であったが一躍注目を浴びることとなった。
- 1998年8月末の集中豪雨でも、三島市大宮町の住宅前道路や護岸の洗掘崩落、同谷田の三島警察署西側護岸の洗掘崩落をはじめとした被害が起き[4]、柿沢川や来光川でも浸水被害が多発した。